# Dichogama
Dichogama là một chi bướm đêm thuộc họ Crambidae.

## Các loài
- Dichogama amabilis
- Dichogama colotha
- Dichogama decoralis (Walker, [1866])
- Dichogama diffusalis Hampson, 1918
- Dichogama fernaldi
- Dichogama gudmanni
- Dichogama innocua (Fabricius, 1793)
- Dichogama jessicales Schaus, 1940
- Dichogama obsolescens Hampson, 1912
- Dichogama prognealis (Druce, 1895)
- Dichogama redtenbacheri Lederer, 1863